# Microrregión de Itamaracá
La Microrregión de Itamaracá era una microrregión de la disuelta Mesorregión Metropolitana de Recife, que estaba situada en el estado de Pernambuco, Brasil.
En 2017, el Instituto Brasileño de Geografía y Estadística (IBGE) disolvió las mesorregiones y microrregiones, creando un nuevo marco regional con nuevas divisiones geográficas denominadas, respectivamente, regiones geográficas intermedias e inmediatas.

## Municipios
- Araçoiaba
- Igarassu
- Itapissuma
- Isla de Itamaracá